# Butterfly Temple
Butterfly Temple ist eine russische Metal-Band.

## Geschichte
Die drei Musiker Alexey „Lesyar“ Agafonov, Sergei „Aven“ Avanesov und Michael Shmatko gründeten 1993 eine Band, und nahmen im Mai 1995 die Demo The Great Pentacle of Solomon auf, welche sieben Lieder enthielt. Da die Band bis dahin noch keinen Namen hatte, und man sich schließlich auf Butterfly Temple einigte, gilt dies als die offizielle Gründung der Band. Noch 1995 kam Dobryi als Schlagzeuger zur Band, verließ diese aber aufgrund musikalischer Meinungsverschiedenheiten bereits ein Jahr später wieder. Mit Valeri Ostrikov kam ein zweiter Gitarrist hinzu. Das erste Demo, Nahaimal wurde im Februar 1996 veröffentlicht. Im September desselben Jahres fand der erste Auftritt der Band in einem Club in Moskau, unweit des Kremls und des Roten Platzes statt.
Zu dieser Zeit hatten die Musiker noch mehrere Nebenprojekte, die musikalisch eine breite Spannweite von Ambient bis hin zu melodischem Black Metal abdeckten. Im Zuge der Veröffentlichung des zweiten Demos im November 1997 unter dem Namen Black Glory, wurden sämtliche Nebenprojekte eingestellt und die Musiker konzentrierten sich nur noch auf Butterfly Temple. Zwei weitere Demos, Kniga Welesa und Golos Krowi, erschienen 1998. Kurz darauf wurden diese noch einmal als Kompilation veröffentlicht. Das Debütalbum Veles (benannt nach der slawischen Gottheit Veles) erschien am 9. November 1999 über Independent Records. Bassist Andrey Nagaytsev war kurz vor Beginn der Aufnahmen zum Album bei Butterfly Temple eingestiegen und wurde nach Abschluss der Aufnahmen aufgrund persönlicher Differenzen aus der Band geworfen. Damals noch als Gastmusiker wirkte auf dem Album erstmals auch Ksenia als Sängerin mit, die daraufhin vollwertiges Bandmitglied wurde. Einen neuen Bassisten fand die Band mit Alexander Nikulin Anfang 2000. Erstmals wirkte er auf dem zweiten Studioalbum der Band, namens Kolesso Tschernoboga mit, welches im Jahr 2001 über Irond, dem ersten russischen Independent-Metal-Label, veröffentlicht wurde.
Sny sewernowo morja erschien im Jahr 2002 als drittes Studioalbum der Band. Gefolgt wurde es im Frühjahr 2003 durch Tropoiu krowi po wole roda!. Mit der Zeit wurde es aufgrund persönlicher Differenzen zunehmend komplizierter, mit Sängerin Ksenia zusammenzuarbeiten, so dass sie im Sommer 2004 aus der Band gefeuert wurde. Sänger Alexey „Lesyar“ Agafonov verließ die Band im Juni desselben Jahres. Ersetzt wurde er durch Alexey „Miron“ Mironov, der zuvor bei der Grindcore-/Death-/Thrash-Metal-Band Eternal Sick aktiv gewesen war.
Als sehr kompliziert erwiesen sich die Aufnahmen zum fünften Studioalbum Vremya Mary. So gingen u. a. die kompletten bereits aufgenommenen Schlagzeugspuren verloren und mussten innerhalb weniger Tage auf einem minderwertigen Schlagzeug neu eingespielt werden. Auch weitere Pannen ereigneten sich. Veröffentlicht wurde das Album schließlich am 19. Mai 2005. Auf dem Album wirkten erstmals namhafte Gastmusiker wie Manni Schmidt, die Rocksängerin Olga Dzusova und Oleg „Mission“ Mishin, der Gitarrist und Flötist der Moskauer Power-Metal-Band Catharsis mit.
Um den Jahreswechsel 2005/2006 verließ Sänger Mironov die Band wieder, da man musikalisch nicht übereinkam. Seitdem übernimmt Abramov sowohl den (männlichen) klaren, als auch den gutturalen Gesang. Das sechste Studioalbum, namens Sa solnzem wsled, wurde im Herbst 2006 veröffentlicht.
Im Frühjahr stieg die Sängerin Polina Yashkova bei Butterfly Temple ein, verließ die Band aufgrund musikalischer Differenzen im Oktober 2009 wieder.

## Bandname
Der Name Butterfly Temple hat keine tiefere Bedeutung und entstand lediglich aus der Zusammenfügung der beiden Begriffe. Die Band entschied sich mit Hilfe der Numerologie, und einem „elendigen“ Englisch-Russisch-Wörterbuch einen Namen finden zu wollen. Sie zählten dazu ihre eigenen Namen nach den Regeln der Numerologie ab, öffneten die der gebildeten Zahl entsprechende Wörterbuchseite, zählten wiederum die Zeilen ab und fanden dadurch das Wort Temple. Da man dies allein aber zu langweilig fand, stellte man das Wort Butterfly noch davor, da dies nach Meinung der Band schön klang.

## Stil
Anfangs begann die Band Doom Metal, kombiniert mit von Pink Floyd inspiriertem Psychedelic Rock zu spielen. Durch das starke Interesse der Musiker an der slawischen Kosmogonie und Mythologie wandte sie sich jedoch schon bald dem Pagan Metal zu. Mitte der 1990er wurde auch die Musik stetig härter; beeinflusst wurde die Band zu dieser Zeit insbesondere von Moonspell, Anathema und Paradise Lost. Dennoch blieb die Musik weiterhin variabel und näherte sich nicht nur einem bestimmten Genre an. So finden sich auf Sny sewernowo morja zahlreiche Elemente des Black Metals, während der Nachfolger, Tropoiu krowi po wole roda!, relativ thrash-metal-lastig ausfällt. Auch reine Folklore findet sich auf den Alben der Band, gelegentlich auch mit weiblichem Gesang und typischen Folk-Instrumenten wie der Balalaika.
Allen Alben gemein ist jedoch, dass bei der Musik der russischen Folklore eine wichtige Rolle zukommt. Teilweise finden sich auch rein folkloristische Lieder, gelegentlich auch mit weiblichem Gesang und typischen Folk-Instrumenten wie der Balalaika. Die Texte handeln oft von alten slawischen und Skandinavischen Göttern, oder es ist Poesie über die Schönheiten der Natur, manchmal auch einfach russische Weisen. Sowohl auf den Demos in der Anfangszeit, als auch auf dem fünften Studioalbum, Vremya Mary, finden sich zahlreiche antichristliche Thematiken.

## Diskografie
Demos
- 1996: Nahaimal (MC, Eigenvertrieb)
- 1997: Black Glory (MC, Eigenvertrieb)
- 1998: Kniga Welesa (Книга Велеса) (MC, Eigenvertrieb)
- 1998: Golos Krowi (Голос крови) (MC, Eigenvertrieb)

Studioalben
- 1999: Weles (Велес) (CD/MC, Eigenvertrieb)
- 2001: Kolesso Tschernoboga (Колесо Чернобога) (CD/MC, Irond Records)
- 2002: Sny sewernowo morja (Сны северного моря) (CD/MC, Irond Records)
- 2003: Tropoiu krowi po wole roda! (Тропою крови по воле рода!) (CD/MC, Irond Records)
- 2005: Vremya Mary (Время Мары) (CD/MC, Irond Records)
- 2006: Sa solnzem wsled (За солнцем вслед) (CD, CD-Maximum; MC, Moon Records)
- 2010: Zemlja (Земля) (CD, Metalism Records)
- 2012: Dyhanie (Дыхание) (CD, Mazzar Records)
- 2015: Vechnost (Вечность) (CD, Mazzar Records)
- 2020: Volch'e solnce (Волчье солнце) (CD, Kattran Records)

Kompilationen
- 1998: Golos Krowi/Kniga Welesa (Голос крови/Книга Велеса) (CD, Eigenvertrieb)
- 2012: Stepnaja kobylica / Smert' dana odna na vseh (Степная кобылица / Смерть дана одна на всех)(CD, Sublimity Records)
- 2015: Doroga domoj (Дорога домой) (CD, Eigenvertrieb)

Splits
- 2009: The Butterfly Effect (Album mit Nevid, Omela, Put' Solntsa, CD, Sound Age Productions)
- 2010: Solntsestoyanie (Солнцестояние) (Album mit Nevid, Emerald Night, Synkletos, Torment und Put' Solntsa, CD, CD-Maximum)

Beiträge auf Kompilationen
- 1997: Tamerlan auf Russkie Metallicheskie Ballady 3 (CD, KTR)
- 1997: Lesyia auf Zheleznyj Marsh IV (MC, KTR)
- 1997: Your Dying Smile auf Trjesh Tvoju Mat! Vol. 5 (MC, KTR)
- 1998: Велес auf  Trjesh Tvoju Mat! Vol. 6 (MC, KTR)